# Дощові ліси Буру
Дощові ліси Буру (ідентифікатор WWF: AA0104) — австралазійський екорегіон тропічних та субтропічних вологих широколистяних лісів, розташований на Молуккських островах.

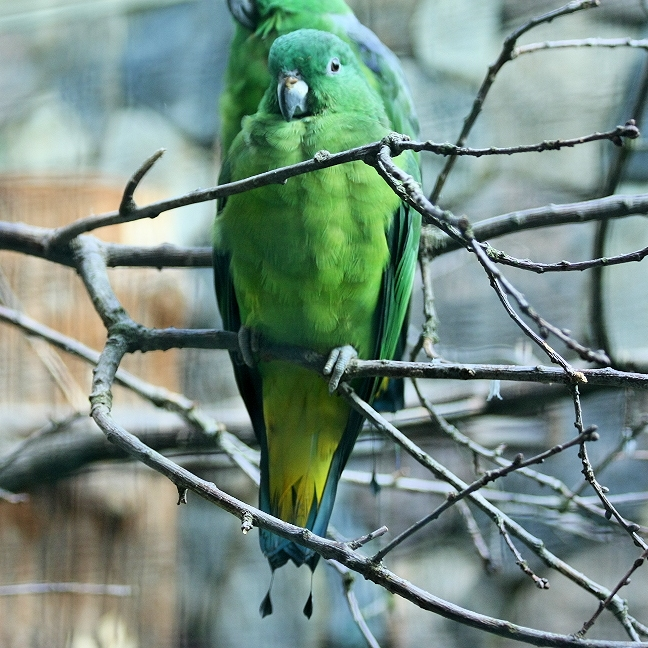
Буруйський папуга-віхтьохвіст (Prioniturus mada)

## Географія
Екорегіон дощових лісів Буру охоплює острів Буру площею 9505 км² — третій за величиною острів в Молуккському архіпелазі, а також сусідній острів Амбелау площею 305 км², розташований на південний схід від нього. З півдня Буру омивається морем Банда, з півночі — Серамським морем, а зі сходу — протокою Маніпа, яка відділяє Буру від острова Серам.
З геологічної точку зору Буру є поєднанням фрагменту континентальної кори, який відколовся від Австралії, та частини внутрішньої вулканічної дуги Банда. Основу острова складають старі метаморфічні сланці та гнейси, більш молоді вулканічні породи та молоді алювіальні відклади. Острів Буру має переважно гористий рельєф, а його найвищою вершиною є гора Капалатмада заввишки 2700 м.
Буру разом із сусідніми островами є частиною біогеографічного регіону Воллесії, який ніколи не сполучався, ні з Азією, ні з Австралією. Його флора і фауна характеризуються поєднанням азійських та австралійських елементів, а також включають багато ендемічних видів, які еволюціонували в ізоляції.

## Клімат
На більшій частині Буру та на Амбелау переважає екваторіальний клімат (Af за класифікацією кліматів Кеппена), на північному сході Буру — мусонний клімат (Am за класифікацією Кеппена) або саванний клімат (Aw за класифікацією кліматів Кеппена), а у високогір'ях на заході острова — високогірний субтропічний клімат (Cfb за класифікацією Кеппена). Середньорічна температура в регіоні становить 26 °C. Середньорічна кількість опадів коливається від 1400-1800 мм на північному сході Буру до 3000-4000 мм у високогір'ях острова. Значна частина опадів випадає під час сезону дощів з жовтня по квітень, пік якого припадає на грудень-лютий.

## Флора
Основними рослинними угрупованнями екорегіону є рівнинні вічнозелені та напіввічнозелені дощові ліси. У цих лісах домінують представники родини діптерокарпових (Dipterocarpaceae), зокрема ладанні анісоптери (Anisoptera thurifera), купчасті хопеї (Hopea gregaria), іріанські хопеї (Hopea iriana), новогвінейські хопеї (Hopea novoguineensis), ассамські антошореї (Anthoshorea assamica), гірські антошореї (Anthoshorea montigena), суланські шореї (Shorea selanica) та звичайні ресаки (Vatica rassak). У старовікових лісах дерева виростають до 30 м заввишки та, як правило, вкриті товстими ліанами та іншими епіфітами. 
В горах Буру на висоті понад 800-900 м над рівнем моря поширені гірські дощові ліси, а на найвищих гірських вершинах, на висоті від 1800 до 2000 м над рівнем моря — гірські карликові ліси, у яких домінують новогвінейські дакридіуми (Dacrydium novo-guineense). На стрімких схилах у північно-західній частині острова ростуть мішані ліси, у яких переважають шореї (Shorea spp.). У деяких частинах Буру зустрічаються рідколісся та савани, у яких переважають вогнестійкі каєпутові дерева (Melaleuca cajuputi). Деякі савани мають природне походження. однак більшість з них утворилися внаслідок людської діяльності. На узбережжях Буру зустрічаються мангрові ліси.

## Фауна
В межах екорегіону зустрічається 38 видів ссавців, зокрема майже ендемічні буруйські бабіруси (Babyrousa babyrussa), молуккські крилани (Pteropus chrysoproctus), серамські крилани (Pteropus ocularis) та малі трубконосі крилани (Nyctimene minutus). Також на Буру мешкають інтродуковані пухнасті кускуси (Phalanger orientalis) та плямисті кускуси (Spilocuscus maculatus).
Орнітофауна екорегіону нараховує 178 видів птахів. Ендеміками Буру є довгохвості голуби-голооки (Gymnophaps mada), буруйські сови-голконоги (Ninox hantu), буруйські рибалочки (Ceyx cajeli), буруйські папуги-віхтьохвости (Prioniturus mada), буруйські папуги-червонодзьоби (Tanygnathus gramineus), буруйські лорікети (Charmosynopsis toxopei), буруйські медовці (Lichmera deningeri), брунатні медівники (Philemon moluccensis), буруйські шикачики (Coracina fortis), вохристі вивільги (Oriolus bouroensis), буруйські віялохвістки (Rhipidura superflua), буруйські монархи (Symposiachrus loricatus), буруйські кобилочки (Locustella disturbans), буруйські оливники (Hypsipetes mysticalis), буруйські окулярники (Zosterops buruensis), бурі квічалі (Geokichla dumasi), буруйські джунглівниці (Eumyias additus), темноголові квіткоїди (Dicaeum erythrothorax) та маданги (Anthus ruficollis).
Майже ендемічними представниками екорегіону, які також зустрічаються на сусідніх островах, є молуцькі великоноги (Eulipoa wallacei), молуцькі кукавки (Cacomantis aeruginosus), серамські салангани (Aerodramus ceramensis), рудошиї яструби (Accipiter erythrauchen), танімбарські сипухи (Tyto sororcula), молуцькі алістери (Alisterus amboinensis), червоні лорі (Eos bornea), південномолуцькі піти (Erythropitta rubrinucha), вогнисті медовички (Myzomela wakoloensis), бліді шикачики (Edolisoma ceramense), вохристі свистуни (Pachycephala griseonota), білокрилі монархи (Carterornis pileatus), молуцькі міагри (Myiagra galeata), серамські ворони (Corvus violaceus), молуцькі шпаки-малюки (Aplonis mysolensis), темноголові мухоловки (Ficedula buruensis) та молуцькі мунії (Lonchura molucca)
Серед інших ендеміків Буру слід відзначити різноманітних метеликів. 25 % видів метеликів з родини біланових (Pieridae) та 7 % видів метеликів з родини косатцевих (Papilionidae), поширених на Буру, є ендеміками острова.

## Збереження
Значна частина прибережних рівнинних лісів на острові Буру була знищена, а частина лісів внаслідок регулярних пожеж, спричинених людьми, деградувала та перетворилася на савани. Тим не менш, більшу частину острова продовжують вкривати первинні та вторинні дощові ліси.
Оцінка 2017 року показала, що 69 км², або менше 1 % екорегіону, є заповідними територіями. Природоохоронні території включають Природний заповідних Гунунг-Келпат-Муда та Природний заповідник Ваеапо.